# Ergotelis de Creta
El Ergotelis FC (en griego: Γυμναστικός Σύλλογος Εργοτέλης, Γ.Σ. Εργοτέλης) es un club de fútbol de Heraklion, la mayor ciudad de la isla de Creta, Grecia. El club fue fundado el 7 de julio de 1929 por refugiados griegos procedentes de Asia Menor que habían emigrado a Heraclión tras el desastre de Asia Menor. El club fue nombrado en honor de Ergotelis de Hímera, un famoso campeón de los Juegos Olímpicos Antiguos oriundo de Creta.

## Historia
Fue establecido como un equipo aficionado de la isla de Creta en 1929 por eminentes habitantes de Heraklion, principalmente refugiados de Asia Menor. Su primer juego oficial fue con un triunfo de 4-0 ante un equipo de Leon (en griego: Λέων) el 4 de agosto de 1929, aunque se reporta que se jugó el 7 de agosto según la prensa local.
Es conocido por sus ideales progresistas, siendo el primer equipo deportivo de Grecia en permitir la participación de mujeres en sus equipos deportivos, así como en la mesa directiva e ingresaron a la Beta Ethniki en la década de los años 1960s.

## Rivalidad
Tiene una gran rivalidad con el otro equipo de Heraklión, el OFI. Jugaron su primer partido en el año 1929, el cual duró 35 minutos, ya que cuando el Ergotelis iba ganando 1-0, los aficionados comenzaron a provocar incidentes violentos que hicieron que los jugadores abandonaran el juego.
Durante el régimen militar en Grecia entre 1967 y 1974 tomaron la decisión que al menos un equipo por región participara en el Torneo de Liga, el OFI y el Ergotelis jugaban en la Segunda División, quedando el OFI con el puesto y relegando al Ergotelis. También se creó una ley que permitiía que el equipo que ascendiera se reforzara con jugadores del equipo descendido, por lo que 5 jugadores del Ergotelis se integraron al OFI.

## Jugadores

### Jugadores destacados
| - Georgios Alexopoulos (2010–11) - Sotiris Balafas (2010) - Iosif Daskalakis (2006–11) - Pavlos Dermitzakis (1996–97) - Michail Fragoulakis (2006–12) - Lefteris Gialousis (2007–12) - Dimitrios Grammozis (2007–08) - Alexandros Kaklamanos (2006–07) - Nikolaos Karelis (2007–12) - Dimitrios Kiliaras (2002–08 & 2009–10) - Panagiotis Κordonouris (2006–10) - Ilias Kyriakidis (2010–12) - Dimitrios Orfanos (2008–11) - Giorgos Theodoridis (2007–08) - Georgios Vakouftsis (2007–09) - Altin Haxhi (2006–07) - Mario Hieblinger (2006–12) - Beto (2008–12) | - Silva Júnior (2006–12) - Georgi Markov (2005–06) - Mario Budimir (2007–12) - Darko Miladin (2006–08) - Giorgi Shashiashvili (2009–12) - Daniel Kenedy (2006–09) - Bela Kovacs (2005–06) - Zsolt Posza (2005–10) - Māris Verpakovskis (2009–11) - Dragan Načevski (2005–08) - Patrick Ogunsoto (2002–06 & 2008–10) - Tomasz Wisio (2009–12) - Lucian Pârvu (2003–06) - Perica Ognjenović (2006–08) - Suad Filekovič (2005) - Oleg Iachtchouk (2006–07) - Clint Mathis (2008) - Sergio Leal (2009–12) |

- Ignacio Fideleff (2014)